# Kubilay Aktaş
Kubilay Aktaş (* 29. Januar 1995 in Saint-Priest) ist ein französisch-türkischer Fußballspieler.

## Karriere

### Vereine
Der im defensiven Mittelfeld beheimatete Rechtsfuß ist 1,82 Meter groß und wechselte vor der Saison 2013/14 aus der Jugendakademie des französischen Erstligisten AS Saint-Étienne in die Profiabteilung von Kasimpasa, wo er am 3. Oktober 2013 sein Pflichtspieldebüt beim Auswärtssieg im nationalen Pokal gegen Karagümrük gab. Aktaş durfte die erste Halbzeit spielen und bekam nur drei Tage danach seinen ersten Ligaeinsatz von Trainer Schota Arweladse, als er in der 84. Minute beim 4:0-Heimsieg gegen Elazığspor eingewechselt wurde.
Am 2. November 2013 wurde Kubilay Aktaş im Auswärtsspiel gegen Kayseri Erciyesspor eingewechselt, das Kasimpasa erfolgreich mit einem 3:0-Sieg abschließen konnte. Erster Tiefschlag seiner ersten Profisaison war für Aktas das Pokalaus beim unterklassigen İnegölspor, gegen das Kasimpasa mit 0:1 verlor. Der türkische U-19-Nationalspieler spielte 82 Minuten lang.
Für die Saison 2015/16 lieh ihn sein Verein an den Zweitligisten Boluspor aus. Seinen Leihvertrag löste er im Januar 2016 auf und kehrte vorzeitig zu Kasımpaşa zurück.
Zur Saison 2016/17 wechselte er zum Istanbuler Drittligisten İstanbulspor. 2018 ging er bis 2021 zum Gaziantep FK. Danach trug er das Trikot von Denizlispor. Es folgte eine Saison beim Manisa FK. Seit 2022 ist er bei Altınordu Izmir unter Vertrag.

### Nationalmannschaft
Mit der türkischen U-19-Nationalmannschaft nahm er an den Mittelmeerspielen 2013 teil. Hier erreichte er mit seiner Mannschaft das Turnierfinale. Im Finale unterlag man der marokkanischen U-19-Nationalmannschaft und wurde Silbermedaillengewinner.
Im Herbst 2015 debütierte er für die türkische U-20-Nationalmannschaft.

## Erfolge
Mit İstanbulspor
- Meister der TFF 2. Lig und Aufstieg in die TFF 1. Lig: 2016/17

Türkische U-19-Nationalmannschaft
- Silbermedaille bei den Mittelmeerspielen: 2013